# Platon: Werke. Übersetzung und Kommentar
Platon: Werke. Übersetzung und Kommentar ist der Titel der gegenwärtig maßgeblichen Gesamtausgabe der Schriften des antiken griechischen Philosophen Platon in deutscher Übersetzung (aufgenommen sind auch einige Platon zugeschriebene Schriften, deren Echtheit umstritten ist oder als widerlegt gelten kann; siehe dazu Platon#Überlieferung und Echtheit). Begründet und herausgegeben wurde die Reihe von Ernst Heitsch (†) und Carl Werner Müller (†) im Auftrag der Kommission für Klassische Philologie der Akademie der Wissenschaften und der Literatur zu Mainz. Aktuelle Herausgeber sind Sabine Föllinger und Kurt Sier. Angeordnet sind die Schriften Platons nach der schon antiken Einteilung in neun Tetralogien (Gruppen zu vieren). Neben einer neuen Übersetzung enthalten die Bände jeweils auch einen ausführlichen Kommentar, jedoch keinen griechischen Originaltext. Von insgesamt geplanten 40 Bänden (die Politeia und die Nomoi in jeweils drei Teilbänden) ist inzwischen die Hälfte erschienen (Stand: April 2023).

## Titel der Reihe
Platon: Werke. Übersetzung und Kommentar. Im Auftrag der Kommission für Klassische Philologie der Akademie der Wissenschaften und der Literatur zu Mainz herausgegeben von Ernst Heitsch, Carl Werner Müller und Kurt Sier. Vandenhoeck & Ruprecht, Göttingen 1993ff.

## Bände
In Klammern angegeben sind die jeweiligen Bearbeiter der einzelnen Bände.
- Tetralogie I
  - I 1: Euthyphron (Maximilian Forschner) 2013
  - I 2: Apologie des Sokrates (Ernst Heitsch) 2., durchgesehene Auflage 2004, 1. Auflage 2002
  - I 3: Kriton (Wolfgang Bernard) 2016
  - I 4: Phaidon (Theodor Ebert) 2004
- Tetralogie II 
  - II 1: Kratylos (Peter Staudacher) 2021
  - II 2: Theaitetos (Wolfgang Detel)
  - II 3: Sophistes (Günther Patzig)
  - II 4: Politikos (Friedo Ricken) 2008
- Tetralogie III 
  - III 1: Parmenides (Benedikt Strobel)
  - III 2: Philebos (Dorothea Frede) 1997
  - III 3: Symposion (Kurt Sier)
  - III 4: Phaidros (Ernst Heitsch) 2., erweiterte Auflage 1997, 1. Auflage 1993
- Tetralogie IV 
  - IV 1: Alcibiades I (Klaus Döring) 2016
  - IV 2: Alcibiades II (Hubertus Neuhausen)
  - IV 3: Hipparchos (Charlotte Schubert) 2018
  - IV 4: Erastai (Werner Deuse)
- Tetralogie V 
  - V 1: Theages (Klaus Döring) 2004
  - V 2: Charmides (Friedemann Buddensiek)
  - V 3: Laches (Jörg Hardy) 2014
  - V 4: Lysis (Michael Bordt) 1998
- Tetralogie VI 
  - VI 1: Euthydemos (Michael Erler) 2017
  - VI 2: Protagoras (Bernd Manuwald)
  - VI 3: Gorgias (Joachim Dalfen)
  - VI 4: Menon (Jan Szaif)
- Tetralogie VII 
  - VII 1: Größerer Hippias (Ernst Heitsch) 2011
  - VII 2: Kleinerer Hippias (Carl Werner Müller)
  - VII 3: Ion oder Über die Ilias (Ernst Heitsch) 2017
  - VII 4: Menexenos (Peter Roth)
- Tetralogie VIII 
  - VIII 1: Kleitophon (in Vorbereitung)
  - VIII 2.1: Politeia I–IV (Jörg Hardy)
  - VIII 2.2: Politeia V–VII (Arbogast Schmitt)
  - VIII 2.3: Politeia VIII–X (Norbert Blößner)
  - VIII 3: Timaios (in Vorbereitung)
  - VIII 4: Kritias (Heinz-Günther Nesselrath) 2006
- Tetralogie IX 
  - IX 1: Minos (Joachim Dalfen) 2009
  - IX 2.1: Nomoi, Buch I–III (Klaus Schöpsdau) 1994
  - IX 2.2: Nomoi, Buch IV–VII (Klaus Schöpsdau) 2003
  - IX 2.3: Nomoi, Buch VIII–XII (Klaus Schöpsdau) 2011
  - IX 3: Epinomis (Klaus Geus)
  - IX 4: Epistulae (Kai Trampedach)